# Drakaea thynniphila
Drakaea thynniphila är en orkidéart som beskrevs av Alexander Segger George. Drakaea thynniphila ingår i släktet Drakaea och familjen orkidéer. Inga underarter finns listade i Catalogue of Life.